# Eduard Bomhoff
Eduard Jan Bomhoff (ur. 30 września 1944 w Amsterdamie) – holenderski polityk, ekonomista i nauczyciel akademicki, w 2002 wicepremier oraz minister zdrowia, opieki społecznej i sportu.

## Życiorys
Absolwent matematyki na Uniwersytecie w Lejdzie (1970), doktoryzował się w 1979 z ekonomii na Uniwersytecie Erazma w Rotterdamie. Początkowo pracował jako nauczyciel w Kenii oraz w Międzynarodowym Funduszu Walutowym. W latach 1981–1994 zatrudniony na Uniwersytecie Erazma w Rotterdamie, gdzie wykładał ekonomikę pieniądza. Następnie do 2002 zajmował stanowisko profesora ekonomii finansowej na Nyenrode Business Universiteit w Breukelen. W 1995 zainicjował powołanie i został dyrektorem instytutu naukowego NYFER.
Przez około 30 lat należał do Partii Pracy, do której wstąpił na początku lat 70. W maju 2002 dołączył do Listy Pima Fortuyna. 22 lipca 2002 w pierwszym rządzie Jana Petera Balkenende z rekomendacji LPF objął stanowisko wicepremiera oraz ministra zdrowia, opieki społecznej i sportu. Wkrótce w partii doszło do konfliktu o przywództwo między nim i ministrem Hermanem Heinsbroekiem. 16 października 2002 obaj zrezygnowali ze stanowisk ministerialnych, co skutkowało podaniem rządu do dymisji. W sierpniu 2003 Eduard Bomhoff wystąpił z LPF i wycofał się z działalności politycznej.
Powrócił do pracy naukowej. W latach 2003–2004 był profesorem na Uniwersytecie Bahrajnu. Od 2004 zatrudniony w Malezji, został tam profesorem na University of Nottingham i później na Monash University.